# Vicente Aranda
Pour les articles homonymes, voir Aranda.
Vicente Aranda Ezquerra, né le 9 novembre 1926 à Barcelone et mort le 26 mai 2015 à Madrid, est un réalisateur et scénariste de cinéma espagnol. L'amour, l'érotisme, la cruauté sont les thèmes récurrents de ses films, abordant des sujets sociaux et politiques. Il a également porté à l'écran plusieurs romans contemporains. Amants, son film mondialement reconnu, a remporté plusieurs prix dont un Goya.
Il fait partie, avec d'autres intellectuels espagnols des années 1960, de la Gauche divine.

## Biographie
Vicente Aranda Ezquerra est le fils cadet d'une famille originaire de l'Aragón, arrivée à Barcelone au début du XXe siècle. Son enfance fut marquée par la guerre civile espagnole, durant laquelle sa famille prit le parti des républicains. Depuis son plus jeune âge, il accomplit un grand nombre de travaux différents à Barcelone pour gagner sa vie, sans relation avec le cinéma. En 1952, pour des raisons politiques et économiques, il s'installa au Venezuela, où il travailla comme technicien pour une compagnie américaine de commerce maritime, puis comme responsable des programmes d'une importante société en électronique.
Vicente Aranda retourna en Espagne en 1959, à 33 ans, avec la ferme intention de devenir réalisateur de cinéma. Il tenta d'entrer à l'École de cinéma de Madrid, mais en vain, n'ayant jamais étudié au lycée. Il dirigea donc son premier film en autodidacte, aidé par Román Gubern (es). En 1965 sortirent Fata Morgana et Brillante porvenir, marqués par leur esthétique propre à l'École de Barcelone. Puis suivirent des films plus commerciaux, fantastiques et caractérisés par un érotisme quasi-omniprésent : Les cruelles (1969), La novia ensangrentada (1972), Clara es el precio (1974).
Aranda traita de la transidentité dans Cambio de sexo (Changement de sexe ou Je veux être femme, 1977), avant d'entamer un cycle d'adaptations de romans contemporains dans les années 1980. La fille à la culotte d'or (La muchacha de las bragas de oro, 1980) et Si te dicen que cai (1989) sont adaptés des romans de Juan Marsé. Asesinato en el Comité central (1982), tiré du roman de Manuel Vázquez Montalbán est un film policier teinté d'engagement politique. À coups de crosse (Fanny « Pelopaja », 1983), avec Fanny Cottençon et Bruno Cremer, raconte l'histoire sans concession de la vengeance de Fanny, jeune voleuse de banlieue, arrêtée et abusée sexuellement par un inspecteur de police corrompu et pervers.
En 2001, Aranda permet à Pilar López de Ayala d'obtenir un Goya de la Meilleure interprétation féminine pour son rôle dans Juana la Loca.
Vicente Aranda prit pour seconde épouse Teresa Font, monteuse de ses films depuis le milieu des années 1980. Ils ont deux filles.
Victoria Abril apparaît dans une dizaine de films d'Aranda.
Vicente Aranda meurt le 26 mai 2015 à Madrid.

## Filmographie

### Comme réalisateur
- 1965 : Fata Morgana (es)
- 1965 : Brillante porvenir (es)
- 1969 : Las crueles
- 1972 : La Mariée sanglante (La novia ensangrentada)
- 1975 : Clara es el precio (es)
- 1977 : Je veux être femme (Cambio de sexo)
- 1980 : La Fille à la culotte d'or (La muchacha de las bragas de oro), coréalisé avec Raúl Gómez
- 1982 : Asesinato en el Comité Central
- 1984 : La huella del crimen (es) (série télévisée, épisode : El crimen del Capitán Sánchez)
- 1984 : À coups de crosse (Fanny Pelopaja)
- 1986 : Tiempo de silencio
- 1987 : El Lute, marche ou crève
- 1988 : Demain, je serai libre (El Lute II: mañana seré libre)
- 1989 : Si te dicen que caí
- 1990 : Los jinetes del alba (série télévisée : 5 x 50 min)
- 1991 : Amants
- 1993 : El amante bilingüe
- 1993 : Intruso
- 1994 : La pasión turca
- 1995 : Lumière et Compagnie
- 1996 : Libertarias
- 1998 : La mirada del otro
- 1999 : Celos
- 2001 : Juana la Loca
- 2003 : Carmen
- 2004 : ¡Hay motivo! (segment intitulé Técnicas para un golpe de estado)
- 2006 : Tirant le Blanc
- 2007 : Canciones de amor en Lolita's Club
- 2009 : Luna caliente

### Comme scénariste
Vicente Aranda est scénariste principalement pour ses propres films.
- 1965 : Fata Morgana (es)
- 1965 : Brillante porvenir (es)
- 1969 : Las crueles
- 1972 : La Mariée sanglante (La novia ensangrentada)
- 1976 : Último deseo de León Klimovsky
- 1977 : Je veux être femme (Cambio de sexo)
- 1980 : La Fille à la culotte d'or (La muchacha de las bragas de oro)
- 1982 : Asesinato en el Comité Central
- 1984 : À coups de crosse (Fanny Pelopaja)
- 1986 : Tiempo de silencio
- 1987 : El Lute, marche ou crève
- 1988 : Demain, je serai libre (El Lute II: mañana seré libre)
- 1989 : Si te dicen que caí
- 1990 : Los jinetes del alba (série télévisée : 5 x 50 min)
- 1991 : Amants
- 1993 : El amante bilingüe
- 1993 : Intruso
- 1994 : La pasión turca
- 1996 : Libertarias
- 1998 : La mirada del otro
- 1999 : Celos
- 2001 : Juana la Loca
- 2003 : Carmen
- 2006 : Tirant le Blanc
- 2007 : Canciones de amor en Lolita's Club
- 2009 : Luna caliente

### Comme acteur
- 2004 : Je t'aime… moi non plus de Maria de Medeiros : lui-même

## Distinctions

### Récompenses
- 1988 : Fotogramas de Plata du Meilleur film espagnol pour El Lute, marche ou crève, ex aequo avec La ley del deseo
- 1988 : Prix coup de cœur LTC au Festival du film policier de Cognac pour El Lute, marche ou crève
- 1988 : Prix spécial du jury au Festival du film policier de Cognac pour El Lute, marche ou crève
- 1991 : Meilleur film du Mystfest pour Amants
- 1992 : Prix Goya du meilleur réalisateur pour Amants
- 1992 : Sant Jordi Award du Meilleur film espagnol pour Amants
- 1992 : Fotogramas de Plata du Meilleur film espagnol pour Amants
- 1992 : ADIRCAE Award du Meilleur réalisateur pour Amants
- 1996 : Prix spécial du jury au Festival international du film de Tokyo pour Libertarias, ex aequo avec Cwal.
- 2001 : Cinemania Award aux Ondas Awards
- 2004 : Prix honoraire des ADIRCAE Awards

### Nominations
- 1988 : Prix Goya, dans la catégorie Meilleur réalisateur pour El Lute, marche ou crève
- 1988 : Festival de Cannes, pour Demain, je serai libre
- 1989 : Goyas, dans la catégorie Meilleure adaptation pour Demain, je serai libre, avec Joaquim Jordà et Eleuterio Sánchez
- 1990 : Goyas, dans les catégories Meilleur réalisateur et Meilleure adaptation pour Si te dicen que caí
- 1991 : Ours d'or du Festival international du film de Berlin, pour Amants
- 1992 : Goyas, dans la catégorie Meilleur scénario original pour Amants, avec Álvaro del Amo et Carlos Pérez Merinero
- 1994 : Goyas, dans la catégorie Meilleur réalisateur pour Intruso
- 1994 : Goyas, dans la catégorie Meilleure adaptation pour El amante bilingüe
- 1994 : Festival du film de Gramado, pour Intruso
- 1995 : Festival du film de Gramado, pour La pasión turca
- 1995 : Festival international du film de Moscou, pour La pasión turca
- 1995 : Goyas, dans les catégories Meilleur réalisateur et Meilleure adaptation pour La pasión turca
- 1998 : Ours d'or du Festival international du film de Berlin, pour La mirada del otro
- 2001 : Festival de San Sebastián, pour Juana la loca
- 2002 : Goyas, dans la catégorie Meilleur réalisateur pour Juana la loca
- 2005 : Goyas, dans la catégorie Meilleur documentaire pour ¡Hay motivo!, avec tous les réalisateurs impliqués dans le projet